# Poltergeist (film, 1982)
Cet article concerne le film de Tobe Hooper. Pour le film de Gil Kenan, voir Poltergeist.
Pour les articles homonymes, voir Poltergeist (homonymie).
Série Poltergeist
Poltergeist 2
(1986)
Pour plus de détails, voir Fiche technique et Distribution.
Poltergeist ou Poltergeist : La Vengeance des fantômes au Québec est un film d'épouvante-horreur fantastique américain réalisé par Tobe Hooper, coécrit et coproduit par Steven Spielberg, sorti en 1982. Il s'agit de l'adaptation cinématographique du vingt-sixième épisode de la troisième saison de 1961 de la série La Quatrième Dimension de Rod Serling La petite fille perdue (Little girl lost). C'est le premier film de la trilogie cinématographique Poltergeist.
Le film se déroule dans une banlieue de Californie. Une famille découvre que leur maison est envahie par des fantômes maléfiques qui kidnappent la benjamine de la famille.
Le film est en 80e position des 100 Scariest Movie Moments et la Chicago Film Critics Association le baptisa 20e film le plus effrayant jamais réalisé. Le film est également apparu à la 84e position de l'AFI's 100 Years...100 Thrills, la liste des 100 meilleurs thrillers du cinéma américain. Poltergeist a également été nommé pour trois Oscars.
Un remake homonyme, réalisé par Gil Kenan, sorti en 2015.

## Synopsis
Steven et Diane Freeling mènent une vie tranquille dans un lotissement pavillonnaire — appelé Cuesta Verde — d’une ville nouvelle californienne. Steven est un brillant agent immobilier alors que Diane est femme au foyer. Ils ont trois enfants : Dana, Robbie et la cadette Carol-Anne. Carol-Anne se réveille une nuit et converse avec le téléviseur qui a commencé à transmettre à l'écran de la « neige » et des parasites une fois la programmation de la soirée terminée. La nuit suivante, alors que les Freeling dorment, Carol-Anne se fixe devant le téléviseur qui transmet à nouveau de la « neige ». Soudain, une apparition se dégage de l'écran de télévision et disparaît dans le mur, créant un violent tremblement de terre au sein de la maison, avant que Carol-Anne annonce : « Ils sont ici. »
Des événements étranges commencent à se produire le lendemain, comme les verres et les ustensiles qui se brisent ou se plient spontanément, et les meubles qui se déplacent tout seuls. Le phénomène semble bénin au premier abord, mais s'intensifie rapidement. Une nuit, le gros arbre du jardin s'anime et s'empare de Robbie à travers la fenêtre de sa chambre. Tandis que Diane et Steven sauvent Robbie, Carol-Anne est aspirée par une entité dans sa garde-robe. Les Freeling se rendent compte qu'elle a été enlevée quand ils entendent sa voix émanant du poste de télévision.
Un groupe de parapsychologues de l'université de Californie — Drs Lesh, Ryan et Marty — viennent chez les Freeling enquêter et affirment que les Freeling subissent un esprit frappeur. Ils découvrent que les troubles impliquent bien plus qu'un fantôme. Steven apprend également lors d'un échange avec son patron, Lewis Teague (qui participa à la construction du lotissement), que Cuesta Verde fut construit sur l'emplacement d'un ancien cimetière.
Après que Dana et Robbie sont renvoyés pour leur sécurité, Drs Lesh et Ryan appellent Tangina Barrons, une médium. Tangina établit que les esprits qui hantent la maison résident dans un monde parallèle et sont plus ravageurs que jamais. Attirés par la force de vie de Carol-Anne, ces esprits sont distraits par une « lumière spectrale » qui est venue pour eux. Tangina ajoute que parmi ces fantômes se trouve aussi un démon appelé la « Bête », qui tient Carol-Anne sous contrôle dans le but de manipuler les autres esprits.
Le groupe détecte que l'entrée vers l'autre dimension se fait par le biais du placard de la chambre à coucher des enfants, alors que la sortie est située au travers du plafond de la salle de séjour. Alors que le groupe tente de sauver Carol-Anne, Diane traverse l'entrée attachée par une corde qui relie les deux portails. Diane parvient à récupérer Carol-Anne, et elles tombent toutes deux sur le plancher de la salle de séjour, inconscientes. Tandis que le groupe les récupère et les sauve, Tangina proclame que la maison est maintenant « assainie ».
Peu après, les Freeling se préparent à déménager. Au cours de leur dernière nuit dans la maison, Steven assiste à une réunion avec Teague et Dana va à un rendez-vous, laissant Diane, Robbie et Carol-Anne seuls dans la maison. La « Bête » tend une embuscade à Diane et aux enfants, et tente un second enlèvement avec la poupée clown que Robbie installe tout le temps sur une chaise en face de son lit. Diane et les enfants s'échappent de la maison et découvrent des cercueils et des cadavres émanant de la piscine creusée en construction. Lorsque Steven et Dana rentrent chez eux pendant le chaos, Steven se rend compte que plutôt que de faire déplacer le cimetière lors de la construction de Cuesta Verde, Teague avait seulement fait déplacer les pierres tombales, les séparant des corps et profanant ainsi les sépultures. Les Freeling fuient Cuesta Verde, tandis que la maison implose dans une autre dimension, à l'étonnement du voisinage. La famille se rend dans un Motel pour la nuit et Steven pousse le poste de télévision de la chambre à l'extérieur sur le balcon.

## Fiche technique
Sauf indication contraire, les informations mentionnées dans cette section peuvent être confirmées par la base de données cinématographiques IMDb,  présente dans la section « Liens externes ».
- Titre original et français : Poltergeist
- Titre québécois : La Vengeance des fantômes
- Réalisation : Steven Spielberg/Tobe Hooper
- Scénario : Michael Grais (en), Steven Spielberg et Mark Victor (en), d'après une idée de Steven Spielberg
- Musique : Jerry Goldsmith
  - Orchestration : Herbert W. Spencer, Fred Steiner (non crédités) et Arthur Morton
  - Mixage : Bruce Botnick
  - Chant : Sally Stevens (non créditée)
  - Interprétation :The Hollywood Studio Symphony
- Photographie : Matthew F. Leonetti
  - Assistant : John R. Leonetti
- Son : Richard L. Anderson et Stephen Hunter Flick
  - Montage effets sonores : Mark Mangini et John Dunn
  - Effets spéciaux sonores : Alan Howarth
  - Mixage : Steve Maslow, Kevin O'Connell et Bill Varney
- Montage : Michael Kahn
- Effets visuels : John Bruno, Conrad Buff et Richard Edlund
- Décors : James H. Spencer
- Production : Frank Marshall et Steven Spielberg
  - Production associée : Kathleen Kennedy
- Sociétés de production : Metro-Goldwyn-Mayer (MGM) et SLM Production Group
- Société de distribution : Metro-Goldwyn-Mayer (MGM)/UA Entertainment Company
- Budget : 10,7 millions de dollars (estimation)[3]
- Pays de production :  États-Unis
- Langue originale : anglais
- Format : couleur Metrocolor - 35 mm - 2.39:1 - son Dolby Stéréo
- Genres : horreur, fantastique
- Durée : 114 minutes
- Dates de sortie[4] : 
  - États-Unis : 4 juin 1982 ; 29 octobre 1982 (réédition) ; 4 octobre 2007 (réédition) ; 4 octobre 2014 (réédition) ; 21 mai 2015 (réédition)
  - Canada : 4 juin 1982
  - France : 20 octobre 1982
  - Belgique : 15 mars 2015 (Offscreen Film Festival)
- Classification :
  - France : interdit aux moins de 16 ans
  - États-Unis : PG (certaines scènes peuvent heurter les enfants - accord parental souhaitable)
- Affiche : Jouineau Bourduge (France)

## Distribution
- Craig T. Nelson (VF : William Sabatier) : Steve Freeling
- JoBeth Williams (VF : Francine Lainé) : Diane Freeling
- Beatrice Straight (VF : Paule Emmanuele) : Dr Lesh
- Dominique Dunne (VF : Amélie Morin) : Dana Freeling
- Oliver Robins (VF : Damien Boisseau) : Robbie Freeling
- Heather O'Rourke (VF : Jackie Berger) : Carol-Anne Freeling
- Zelda Rubinstein (VF : Monique Thierry) : Tangina Barrons
- Martin Casella (VF : Bernard Jourdain) : Dr Marty Casey
- Richard Lawson (VF : Tola Koukoui) : Ryan
- Michael McManus (VF : Claude Joseph) : Ben Tuthill
- Virginia Kiser : Mme Tuthill
- James Karen : M. Teague
- Lou Perryman : Pugsley
- Dirk Blocker : Jeff Shaw
- Allan Graf : Sam, un voisin
- Joseph Walsh : Joey, un voisin
- Sonny Landham : un ouvrier dans la piscine

Source et légende : Version française (VF) sur AlloDoublage

## Production

### Genèse et développement
Steven Spielberg écrit les premiers traitements du scénario, appelé Night Time à l'origine. L'on y découvrait la famille Freeling dans une autre variante : les parents Steven et Nora, les enfants Sweeny (16 ans), Angel (14 ans), Lawrence (12 ans) et la cadette, la même Carol-Anne (6 ans). On y trouvait aussi Tagina Barrins (qui deviendra Tangina Barrons).
L'idée générale était peu ou prou la même, soit les Freeling aux prises avec des Poltergeists, issus de pionniers massacrés par des Indiens en 1832. C'est sur ce charnier à ciel ouvert que la petite ville avait été bâtie. Les manifestations paranormales étaient décrites comme progressives : d'abord de légers déplacements de meubles, des courants d'air faisant claquer les portes, des ampoules au fonctionnement erratique. Puis cela se poursuivait par des changements de localisation d'objets d'une pièce à l'autre, le chien se couchant sur le dos et semblant être gratté par des mains invisibles et enfin des actions plus concrètes comme un baiser forcé à Nora par une entité, des mouvements de nage dans la piscine. On y voyait même une scène où le couple Steven/Nora faisait l'amour et où le mari était en fait "habité" par l'un de ces esprits. De fait, le voisinage immédiat - sympathique au premier abord - devient bien vite hostile envers la famille, et lance une pétition et en vient même à menacer directement la famille dans leur propriété pour la faire partir.
Une version ultérieure du traitement, voyait Carol-Anne s'exprimer avec une voix adulte et masculine, les voisins victimes des « facéties » des poltergeists, Nora prenant un bain où l'eau devenait du sang. L'une des fins prévues voyait l'évacuation totale de la ville puis des feux "fantômes" réduire la localité en cendres. C'est le duo Victor/Grais qui remania le tout, donnant ainsi l'histoire que l'on connaît. Il faut noter que l'épisode des squelettes dans la fosse (qui est censée devenir une piscine) est totalement imputable à Steven Spielberg, malgré son caractère peu Spielbergien.

### Tournage
Le tournage a lieu sur la Roxbury Street à Simi Valley, en Californie,. Il débute dans la première semaine du mois d'août 1981, le réalisateur Tobe Hooper a passé dix semaines dans la salle de montage à assembler le premier montage du film.

### Réalisation
Un article dans son contrat avec Universal Studios empêche Steven Spielberg de réaliser un second film, alors qu'il prépare E.T., l'extra-terrestre. Les revues Time et Newsweek baptisent l'été 1982 « l'été de Spielberg » car E.T. et Poltergeist sortent à une semaine d'intervalle en juin. Certains ont alors commencé à remettre en question le rôle qu'avait joué Steven Spielberg pendant la production. Il est suggéré qu'il aurait exercé une influence plus importante que le réalisateur crédité. Steven Spielberg déclare à ce sujet :

« Tobe, ce n'est pas le genre d'homme qui prend en charge. Si une question se posait et que la réponse ne la suivait pas immédiatement, j'avais l'habitude d'intervenir afin de proposer des solutions. Tobe acquiesçait d'un signe de tête ; voilà comment est né le processus de collaboration. »

La Directors Guild of America a ouvert une enquête pour déterminer si le crédit officiel de Tobe Hooper était dénigré par les déclarations de Steven Spielberg s'auto-proclamant réalisateur. Le coproducteur Frank Marshall a déclaré au Los Angeles Times que « la force créatrice du film était Steven. Tobe était le réalisateur et était tous les jours sur le plateau. Mais Steven a fait tous les storyboards et était sur le plateau tout le temps, sauf durant trois jours puisqu'il se trouvait à Hawaï avec George Lucas ». Toutefois, Tobe Hooper a affirmé avoir « fait tout seul la moitié des storyboards ».
The Hollywood Reporter a imprimé une lettre ouverte de Steven Spielberg adressée à Tobe Hooper dans la semaine de la sortie du film : 

« Malheureusement, la presse a mal compris le rapport assez singulier et créatif que vous et moi avions partagé, pendant toute la production de Poltergeist. J'ai apprécié votre ouverture d'esprit à mon égard, en m'offrant une large part de créativité, tout comme je sais que vous étiez heureux de par la liberté que vous avez eu à si bien réaliser Poltergeist. Au vu du scénario, vous avez accepté cette vision de cet intense film dès le début, et en tant que réalisateur, vous avez fait au mieux. Vous avez travaillé avec sérieux et professionnalisme tout au cours de la production, et je vous souhaite beaucoup de succès pour votre prochain projet. »

Certains membres de la distribution et de l'équipe de production n'ont jamais cessé de prétendre que Steven Spielberg est le réalisateur, tandis que d'autres affirment toujours que Tobe Hooper a bel et bien réalisé le long métrage. Dans une interview de 2007 pour Ain't It Cool News, l'actrice Zelda Rubinstein nous livre sa version et ses souvenirs du tournage : « Je peux vous dire que Steven était derrière la caméra les six jours où j'étais sur le plateau. Tobe mettait en place les prises de vue et Steven faisait les ajustements ».
Au départ, le rôle de Carol-Anne Freeling devait revenir à la filleule de Steven Spielberg, Drew Barrymore, mais celle-ci ne se révélant pas assez convaincante, elle fut remplacée par une de ses amies, Heather O'Rourke (Steven dut alors réécrire le script de son autre film, E.T., pour y caser sa filleule dans le rôle de Gertie, rôle pour lequel elle sera nommée aux BAFTA).

### Effets spéciaux
En 2002, lors d'un épisode de VH1 J'aime les années 80, JoBeth Williams a révélé que la production a utilisé de vrais squelettes humains lors du tournage de la scène de la piscine. Beaucoup sur le plateau en ont été choqués, tandis que d'autres ont cru que ce fait aurait pu être la cause de la « malédiction » qui a plané sur la saga. Craig Reardon, un artiste en effets spéciaux qui a travaillé sur le film, a commenté à l'époque qu'il était moins cher d'acheter de vrais squelettes que des squelettes en plastique, ceux-ci impliquant un travail supplémentaire. Quant à JoBeth Williams, elle n'avait pas peur des squelettes, mais elle était nerveuse du fait de travailler dans l'eau, tout en étant cernée par les projecteurs autour de la fosse. Spielberg la réconfortait en se mettant dans l'eau durant le tournage de ses scènes, affirmant que si une lumière tombait dans la piscine, ils seraient tous deux tués.
Poltergeist a reçu le prix BAFTA des meilleurs effets spéciaux et a été nommé pour l'Oscar des meilleurs effets visuels mais a échoué face à l'autre film réalisé par Spielberg, E.T. l'extra-terrestre.

### Musique
La musique de Poltergeist est composée par Jerry Goldsmith. Il a écrit plusieurs bandes sonores pour le film, y compris la berceuse Carol Anne's Theme représentant la vie tranquille de banlieue et la jeune protagoniste, une élégante mélodie qui excellait dans l'illustration des âmes tiraillées entre les deux mondes et des plusieurs explosions dissonantes, atonales, lors de moments de terreur. La partition a recueilli une nomination aux Oscars pour la meilleure bande originale, mais a perdu à nouveau face au compositeur John Williams pour E.T. l'extra-terrestre.
CD 1
CD 2

## Accueil

### Accueil critique
Poltergeist fut très bien accueilli par la critique et est considéré pour beaucoup comme l'un des meilleurs films de 1982[réf. nécessaire].
Plus de 40 ans après sa sortie, le film est considéré par de nombreux critiques comme un classique de l'horreur et obtient une note de 86 % sur Rotten Tomatoes, avec une note moyenne de 7,2/10 et sur la base de 58 critiques collectées. Poltergeist a été sélectionné par le New York Times, parmi les 1000 meilleurs films jamais réalisés. Le film a également reçu la reconnaissance de l'American Film Institute. L'American Film Institute classe le film à la 84e place de son classement 100 Years…100 Thrills et la phrase « They're Here! » est 69e dans sa catégorie 100 Years…100 Movie Quotes.

### Box-office
Poltergeist connait un véritable succès au box-office dans le monde entier. Le film a rapporté 76 606 280 $ aux États-Unis, ce qui en fait le plus grand succès commercial pour un film d'horreur de l'année 1982.
| Pays ou région            | Box-office          | Date d'arrêt du box-office    | Nombre de semaines |
| ------------------------- | ------------------- | ----------------------------- | ------------------ |
| États-Unis (1er Week-end) | 6 896 612 $ (USD)   | du 4 juin 1982 au 6 juin 1982 | -                  |
| États-Unis                | 76 606 280 $ (USD)  | 21 novembre 1982              | 25                 |
| États-Unis (Réédition)    | 536 108 $ (USD).    | 20 mai 1983                   | -                  |
| France                    | 777 516 entrées.    | -                             | -                  |
| Total hors États-Unis     | 45 600 000 $ (USD)  | -                             | -                  |
| Total mondial             | 122 742 388 $ (USD) | -                             | -                  |

## Distinctions
Le film est nommé à trois reprises aux Oscars 1983 : Meilleure musique de film, Meilleur montage de son et Meilleurs effets visuels.
| Année | Cérémonie                   | Catégorie                                                                  | Résultat   |
| ----- | --------------------------- | -------------------------------------------------------------------------- | ---------- |
| 1983  | Oscars                      | Meilleure musique de film                                                  | Nomination |
| 1983  | Oscars                      | Meilleur montage de son                                                    | Nomination |
| 1983  | Oscars                      | Meilleurs effets visuels                                                   | Nomination |
| 1983  | Saturn Awards               | Meilleur film d'horreur                                                    | Lauréat    |
| 1983  | Saturn Awards               | Meilleur maquillage                                                        | Lauréat    |
| 1983  | Saturn Awards               | Meilleure actrice dans un second rôle - Zelda Rubinstein                   | Lauréat    |
| 1983  | Saturn Awards               | Meilleure actrice - JoBeth Williams                                        | Nomination |
| 1983  | Saturn Awards               | Meilleur réalisateur - Tobe Hooper                                         | Nomination |
| 1983  | Saturn Awards               | Meilleure musique - Jerry Goldsmith                                        | Nomination |
| 1983  | British Academy Film Awards | Meilleurs effets visuels                                                   | Lauréat    |
| 1983  | Young Artist Awards         | Meilleure prestation dans un film - Second rôle féminin - Heather O'Rourke | Nomination |

## Rééditions, suites etremake

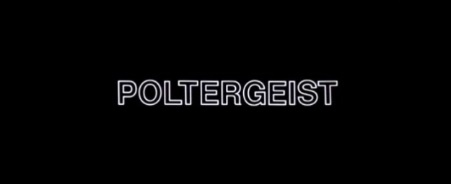
Logo-titre du remake Poltergeist (2015) de Gil Kenan

Le film est ressorti le 29 octobre 1982 pour profiter du week-end d'Halloween. En 2007, Poltergeist est uniquement projeté dans les salles, la nuit du 4 octobre, afin de promouvoir la version restaurée et remastérisée du DVD spécial 25e anniversaire, en vente cinq jours plus tard.
Le film a engendré deux suites, Poltergeist 2 et Poltergeist 3. Le premier conserve la famille d'origine mais met en scène une nouvelle explication concernant les origines de ces événements paranormaux, en présentant le personnage d'Henry Kane, le leader d'une secte secrète. L'idée originale des âmes du cimetière perturbées par le développement du logement est ainsi modifiée. Le cimetière est maintenant présenté comme étant construit au-dessus d'une caverne.
Carol Anne est le seul membre de la famille originale présent dans Poltergeist 3, qui trouve refuge chez sa tante et son oncle dans un gratte-ciel de Chicago. Kane la suit et utilise des miroirs décoratifs omniprésents de l'immeuble comme un portail vers le plan terrestre.
En 2008, la MGM a annoncé que Vadim Perelman voudrait réaliser un remake, écrit par Juliet Snowden et Stiles White. Le projet est suspendu en 2010, en raison des problèmes financiers de la MGM. Ce remake, finalement réalisé par Gil Kenan, sort en 2015.

## Novélisation
Une novélisation, adaptée du scénario original du film, est écrite par James Kahn. Elle est éditée aux États-Unis par Warner Books, en mai 1982. Alors que le film se concentre principalement sur la famille Freeling, une grande partie du livre se penche vers la relation entre Tangina et le Dr. Lesh. Le roman prolonge également les nombreuses scènes qui ont lieu dans le film, comme une version améliorée de la scène de la cuisine où Marty voit le steak ramper sur un plan de travail. Dans le livre, Marty est gelé sur place et est dévoré par les asticots qui rampent sur le steak. Il y a aussi des éléments supplémentaires inexistants dans le film, comme la découverte mystérieuse de la poupée de clown de Robbie dans le jardin durant sa fête d'anniversaire et d'un esprit bienveillant, The Waiting Woman, qui protège Carol Anne dans le monde des esprits.

## Édition DVD
En 1997, la MGM sort Poltergeist en DVD, DVD contenant seulement la bande-annonce en bonus. En 1998, Poltergeist est réédité en DVD avec la même couverture et le même disque, comme la sortie de 1997, mais avec, en supplément, une brochure de huit pages sur le film. En 1999, c'est au tour de la Warner Home Video de mettre en vente à nouveau le DVD avec le même disque, mais une couverture différente. Warner Home Video avait provisoirement prévu une sortie à l'occasion du 25e anniversaire du film en DVD, DVD HD et Blu-ray en Espagne et aux États-Unis pour le 9 octobre 2007. La réédition devait remastériser l'image et le son et inclure un documentaire en deux parties : They Are Here: The Real World of Poltergeists, réalisé avec des extraits du film. Le DVD remastérisé du film sortit comme prévu, mais les deux versions haute définition furent finalement annulées. Warner a reprogrammé la version haute définition du film et il sortit finalement uniquement sur le format de disque Blu-ray le 14 octobre 2008.
La sortie Blu-ray portait encore l'inscription « 25th Anniversary Edition », même si cette version particulière sortit une année après le véritable anniversaire du film.
Un prototype de six disques, de la 20th Anniversary Special Edition, avait été mis en ligne sur eBay il y a quelques années et ressurgit de temps à autre. Il contient la première histoire de fantômes impliquant un poltergeist, le making-of du film, l'écriture du scénario, plusieurs galeries de photos, des interviews pour le magazine Fangoria et des documentaires E ! True Hollywood Story, histoires de fantômes à Hollywood. Le 6e disque était une copie de l'album des musiques du film de Jerry Goldsmith.

## Commentaires

### La «malédiction»Poltergeist
Le film et ses suites sont entourés d'une « malédiction » supposée et de légendes urbaines, principalement en raison du décès prématuré de plusieurs personnes associées au film, une notion qui a notamment fait l'objet d'une émission E! True Hollywood Story,.
Le premier « épisode » marquant de cette supposée malédiction a lieu le 31 octobre 1982 (quelques mois après la sortie) : Dominique Dunne (l'interprète de Dana) est étranglée par son ex-compagnon John Thomas Sweeney. Après quelques jours de coma, elle meurt le 5 novembre, à dix-huit jours de son 23e anniversaire.
En 1985, peu après la fin du tournage du 2e film, Julian Beck, qui incarne le révérend Henry Kane, meurt d’un cancer. Peu avant le tournage du troisième film, Will Sampson, authentique sorcier indien des Creeks, meurt après une opération.
En février 1988, la jeune Heather O'Rourke décède, à l'âge de 12 ans, d'un choc septique sur une table d'opération à la suite de complications d'une sténose intestinale congénitale alors qu'elle était soignée pour une maladie de Crohn diagnostiquée par erreur. Elle n'avait ainsi pas pu achever le tournage complet de Poltergeist 3, qui sort en juin 1988, quelques mois plus tard.
De plus, le tournage du premier film est marqué d'évènements divers. Le jeune Oliver Robins, qui joue Robbie Freeling, a ainsi failli être étranglé par une marionnette dont les câbles étaient mal réglés.
Par ailleurs, pour Poltergeist 2 de vrais squelettes — moins chers — sont utilisés pour les décors (comme pour la scène de la piscine dans le premier film). Certains membres de l'équipe du film demandent alors qu'un exorcisme soit pratiqué sur le plateau. Il est mené par l'acteur amérindien Will Sampson.